# Fabien Canu
Fabien Canu (* 23. dubna 1960 Saint-Valery-en-Caux, Francie) je bývalý francouzský zápasník–judista.

## Sportovní kariéra
S judem začínal v 9 letech v Alençonu pod vedením Jacky Roja. Vrcholově se připravoval v Orléans pod vedením Yvese Delvingta. Ve francouzské seniorské reprezentaci se prosazoval od roku 1983 ve střední váze do 86 kg. V roce 1984 startoval na olympijských hrách v Los Angeles a postoupil do semifinále, kde zaváhal s Rakušanem Peterem Seisenbacherem a v boji o bronzovou olympijskou medaili podlehl Japonci Seiki Nosemu. V roce 1988 startoval na olympijských hrách v Soulu jako favorit na vítězství, ale ve čtvrtfinále opět nenašel způsob jak vyzrát silové judo Rakušana Petera Seisenbachera a v boji o bronzovou olympijskou medaili podlehl na praporky (haintei) Japonci Akinobu Osakovi. Sportovní kariéru ukončil po prohrané nominaci na olympijské hry v Barceloně s Pascalem Tayotem.
Fabien Canu byl pravoruký, komplexně technicky vybavený judista. Útočil převážně z dobře zajištěné obrany kontrachvaty. Jeho osobní technikou byla pravá uči-mata a levé drop seoi-nage.

## Výsledky
| Turnaj             | 1983         | 1984         | 1985         | 1986         | 1987         | 1988         | 1989         | 1990         |
| Turnaj             | 23           | 24           | 25           | 26           | 27           | 28           | 29           | 30           |
| Turnaj             | střední váha | střední váha | střední váha | střední váha | střední váha | střední váha | střední váha | střední váha |
| ------------------ | ------------ | ------------ | ------------ | ------------ | ------------ | ------------ | ------------ | ------------ |
| Olympijské hry     |              | 5.           |              |              |              | 5.           |              |              |
| Mistrovství světa  | 2.           |              | 3.           |              | 1.           |              | 1.           |              |
| Mistrovství Evropy | úč.          | 5.           | —            | 3.           | 1.           | 1.           | 1.           | 3.           |